# Ковальчук Максим Михайлович
Максим Михайлович Ковальчук (нар. 26 квітня 1989) — український футболіст, захисник.

## Біографія
Вихованець луцької «Волині», в молодіжній команді якої перебував з 2002 року.
За основну команду «Волині» дебютував 2006 року, проте основним гравцем команди не став і виступав на правах оренди за «Сокіл» (Бережани) та «Верес» (Рівне), а з літа і до кінця 2009 року виступав за першолігову «Ниву» (Тернопіль).
У березні 2010 року отримав статус вільного агента, оскільки не зміг закріпитися у складі «Волині». Того ж місяця перейшов до клубу «Спартакус» з Шароволі Люблінського воєводства Польщі, який під керівництвом Богдана Блавацького здобув право виступати у другій лізі Польщі та переміг у регіональному кубку Замойського округу Польщі.
2012 року підписав контракт з «Прикарпаттям», проте незабаром клуб було розформовано і з літа Ковальчук виступав за аматорський «Сокіл» (Угринів), що виступав в чемпіонаті івано-франківщини. У 2014 році завершив кар'єру футболіста за станом здоров'я.